# Cyanea pinnatifida
Cyanea pinnatifida är en klockväxtart som först beskrevs av Adelbert von Chamisso, och fick sitt nu gällande namn av Franz Elfried Wimmer. Cyanea pinnatifida ingår i släktet Cyanea, och familjen klockväxter. Inga underarter finns listade i Catalogue of Life.

## Bildgalleri

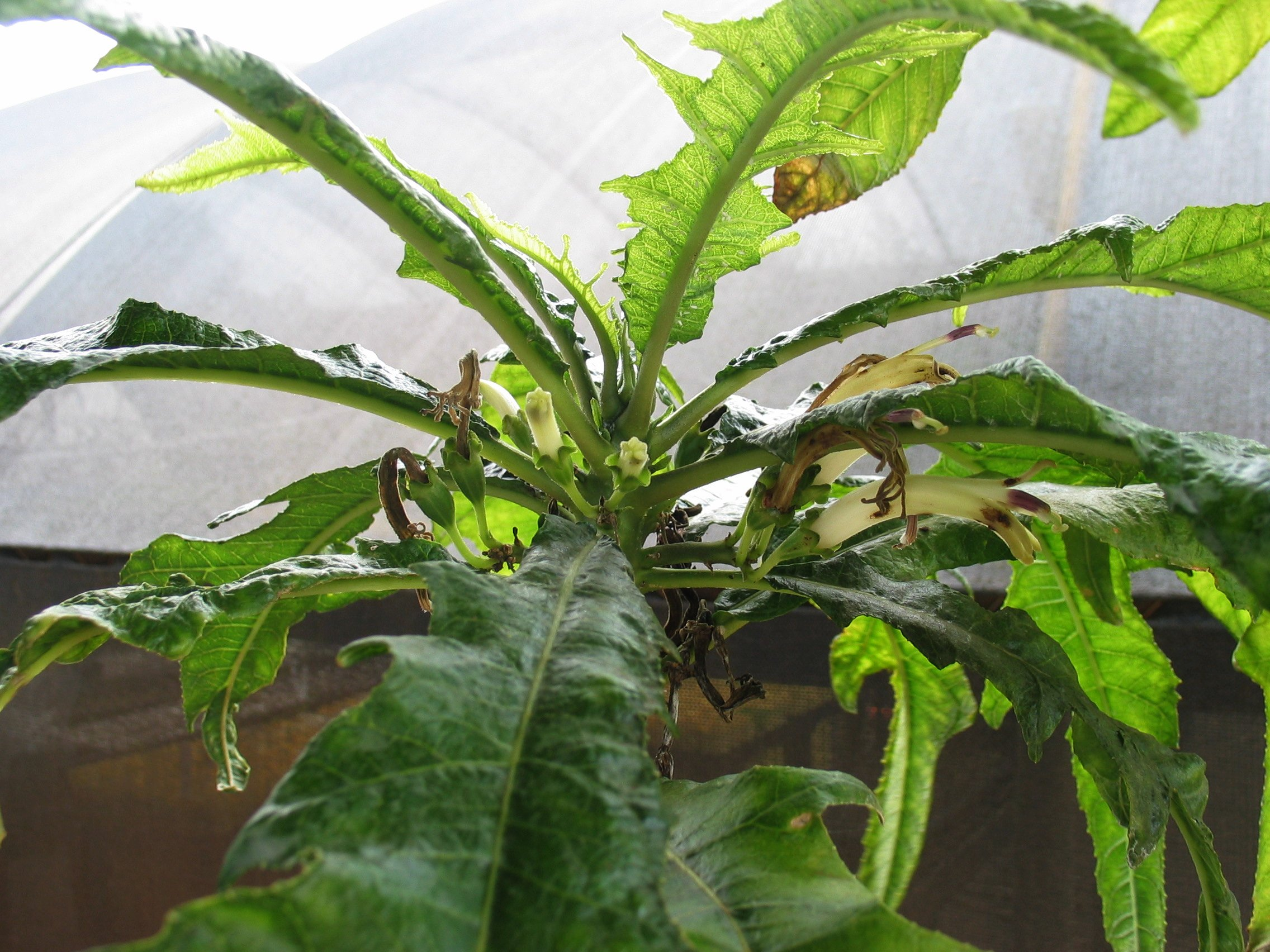
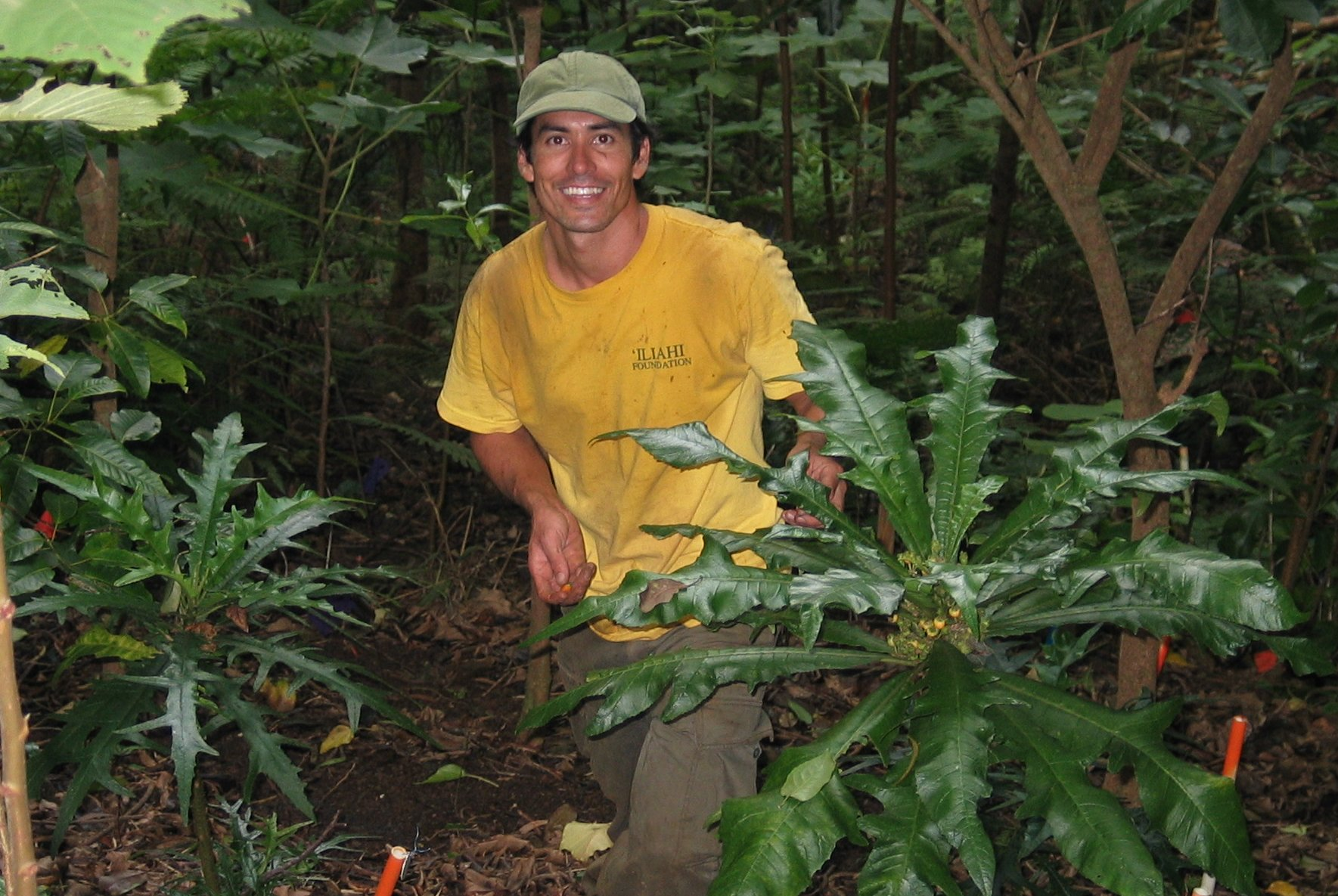